# Зеленюк, Иван Степанович
Иван Степанович Зеленюк (сентябрь 1909, Джурин, теперь Шаргородский район, Винницкая область — 5 декабря 1966, Каменец-Подольский) — советский историк, партийный деятель, 1-й секретарь Черновицкого областного комитета КП(б) Украины в 1944—1946 годах. С 30 января 1947 до 5 декабря 1966 года — ректор Каменец-Подольского педагогического института. Депутат Верховного Совета УССР 1-го созыва (1941—1947). Депутат Верховного Совета СССР 2-го созыва.

## Биография
Родился в сентябре 1909 года в селе Джурин Подольской губернии (по другим данным — в Иркутской губернии, куда родители уезжали на поселение в 1908—1909 годах). Отец — Степан Фёдорович, работал кочегаром на местном сахарном заводе, мать — Дарья Васильевна — домохозяйка.
Учился в сельской школе Джурина, работал в хозяйстве отца, был каменщиком на строительстве сельской больницы. В 1925 году вступил в комсомол. После окончания семилетней школы, осенью 1927 года поступил в Могилёв-Подольский педагогический техникум. Работал секретарём Джуринского районного комитета бедноты. С 1928 года находился на комсомольской работе: заведующий культурно-пропагандистского отдела Джуринского и Шаргородского районных комитетов комсомола, с 1931 года — секретарь Шаргородского районного комитета комсомола. Член ВКП(б) с 1931 года.
В 1931—1933 годах проходил срочную военную службу в Красной армии. Впоследствии командованием направлен на учёбу в Академию коммунистического воспитания имени Н. В. Крупской (Комвуз). Завершить обучение не удалось — со второго курса мобилизован на комсомольскую работу: работал помощником по комсомолу начальника политотдела Теофипольской машинно-тракторной станции (МТС). С 1935 года — 1-й секретарь Остропольского районного комитета комсомола (тогда — Каменец-Подольская, ныне — Хмельницкая область). В мае 1937 года назначен заведующим сектором ЦК ЛКСМ Украины, в мае 1938 года — 1-м секретарём Черноостровского районного комитета КП(б)У Каменец-Подольской области.
После присоединения Западной Украины в состав УССР в сентябре 1939 года возглавил Временное управление Снятинского уезда Станиславской (ныне — Ивано-Франковской области), с октября 1939 года избирался 1-м секретарём Снятинского уездного комитета КП(б)У. В феврале — июле 1940 года — 1-й секретарь Снятинского районного комитета КП(б)У Станиславской области.
С конца июня 1940 года исполнял обязанности председателя горисполкома Черновцов. С августа 1940 года избран 2-м секретарём Черновицкого областного комитета КП(б)У и работал на этой должности до начала Великой Отечественной войны.
На фронт И. С. Зеленюк был мобилизован в первые дни войны. Его назначили заместителем начальника политотдела 40-й армии, которой командовал генерал К. С. Москаленко. Комиссар И. С. Зеленюк постоянно бывал на самых ответственных участках передовой линии фронта, шёл с бойцами в наступление. Генерал-полковник А. И. Родимцев в своей книге мемуаров «Твои, Отечество, сыны» вспоминал, как он с И. С. Зеленюком чудом спаслись от вражеской бомбы, которая разорвалась рядом с окопом, в котором они находились, как отбивались от фашистов при обороне города Тим.
28 декабря 1941 года батальонный комиссар И. С. Зеленюк получил первую боевую награду — орден Красной Звезды. На фронтах сотрудничал с писателями Николаем Бажаном, Вандой Василевской и Александром Корнейчуком. Всю жизнь поддерживал дружеские отношения с представителями писательской элиты, имел среди них уважение и авторитет, поскольку был высокообразованным, культурным человеком. На фронтовых дорогах С. Зеленюк встречался с И. С. Грушецким, М. С. Хрущёвым, Л. И. Брежневым. В семейных фотоальбомах осталось немало фотографий об этих встречах.
В то время комиссаром военного госпиталя служила жена И. С. Зеленюка — Любовь Ивановна. 2 ноября 1942 года полкового комиссара И. С. Зеленюка назначили заместителем командира 141-й стрелковой дивизии по политической части, которая входила в состав 60-й армии генерала И. Д. Черняховского. Бойцы дивизии в составе Степного, а позже 1-го Украинского фронтов к концу 1942 года вели оборонительные бои на левом берегу Дона, принимали участие в Воронежско-Касторенской, Харьковской операциях, на Курской дуге, Черниговско-Припятской операции, Киевской наступательной, Киевской оборонительной, Житомирско-Бердичевской наступательной операциях, в результате чего были освобождены Харьков, Киев, часть Правобережной Украины. Боевой путь И. С. Зеленюк завершил в звании полковника. Награждён орденами Отечественной войны 1-й степени, Красного Знамени, двумя орденами Красной Звезды, медалью «За победу над Германией в Великой Отечественной войне 1941—1945 гг.»
После освобождения Буковины от фашистских захватчиков ЦК Компартии Украины отозвал И. С. Зеленюка с фронта и назначил в марте 1944 года на должность первого секретаря Черновицкого областного комитета КП(б)У. И. С. Зеленюк избирался депутатом Верховного Совета УССР (1941—1947), с 1946 года — Верховного Совета СССР. Неоднократно выступал на сессиях Верховного Совета. И в то же время возобновил учёбу на историческом факультете Черновицкого государственного университета. Диплом преподавателя истории с отличием получил в 1946 году.
Приказом министра образования Украины Павла Тычины (с ним он поддерживал тесные контакты) в январе 1947 г. И. С. Зеленюк назначен директором Каменец-Подольского пединститута.
Под его руководством институт с 1948—1949 учебного года реорганизован в педагогический с четырёхлетним сроком обучения. В том же году 16 преподавателей института приступили к написанию кандидатских диссертаций. В 1950 году преподавательский коллектив института насчитывал 47 человек. Иван Степанович одновременно с выполнением основных обязанностей работал преподавателем истории СССР и УССР, а с сентября 1952 года одновременно заведовал кафедрой истории СССР.
Без малого двадцать лет И. С. Зеленюк работал ректором вуза. Под его руководством в течение 1953—1962 годов были выпущены 12 томов «Записок Каменец-Подольского педагогического института». Ректор лично занимался формированием библиотечного фонда вуза. Этом он придавал исключительно важное значение. Ежегодно в библиотеку вуз поступало около 30 тысяч книг. Если в 1947—1948 годах библиотечный фонд едва насчитывал 13 000 книг, в 1950 году — 32 000, то в 1955 году превысил 130 000 томов. В 1958 году библиотека института стала крупнейшей в области. А по состоянию на 1 июля 1968 г. в фонде института насчитывалось 414 895 экземпляров книг, библиотека получала 238 журналов, 28 названий газет. И едва ли не самым большим достижением И. Зеленюка стало сооружение студенческого общежития. Плодотворно занимался Иван Степанович научной деятельностью. Тематически такая работа имела два основных направления: изучение прошлого Буковины и исторического развития Подолье во второй половине XIX — начале XX века. Предметом его кандидатской диссертации стала борьба трудящихся Буковины против румынских захватчиков в 1918—1940 годах. Из-под его пера появились десятки исторических очерков, опубликованных в журнале «Альманах Буковины» и других периодических изданиях. Авторитет ученого-историка И. С. Зеленюк укрепился, после защиты в 1952 году кандидатской диссертации.
С 1950 года труды И. С. Зеленюка неоднократно печатались на страницах областной газеты «Советское Подолье». 26 декабря того года увидело свет его исследование «Восстание декабристов». В 1958 году под редакцией И. С. Зеленюка вышла книга «В боях за Октябрь: воспоминания участников революционной борьбы на Подолье».
Величайшим трудом учёного стало монографическое исследование «1917 год на Подолье» (1966). Теме революционных событий 1917 года на Подолье посвящён написанный им раздел коллективного академического издания «Победа Великой Октябрьской социалистической революции на Украине». И. Зеленюк вместе с другими учёными автор очерка о Новой Ушице, вошёл в 26-томной «Истории городов и сёл Украинской ССР». Почти 20 лет Иван Степанович Зеленюк возглавлял Каменец-Подольский педагогический институт.
Умер 5 декабря 1966 года.

## Награды
- Орден Отечественной войны 1-й степени (1944)